# Europa dos Povos - Verdes
Europa dos Povos - Verdes foi uma coligação eleitoral formada em Espanha para concorrer às eleições europeias de 2009, reunindo vários partidos da esquerda regionalista e também os Verdes. Elegeu um representante, integrado no Grupo Parlamentar dos Verdes/Aliança Livre Europeia; o único lugar foi ocupado sucessivamente pelos três primeiros candidatos da lista.

## Formação da coligação
Tem a sua origem na coligação apresentado nas eleições europeias de 2004 chamada Europa dos Povos, mas com algumas modificações, como a incorporação de novos partidos, como o Bloco Nacionalista Galego e o Aralar (País Basco).
A Esquerda Republicana da Catalunha (ERC) voltou a encabeçar a candidatura. Inicialmente a ERC havia feito uma proposta à Convergência e União no sentido de uma candidatura comum catalanista,, mas que foi rejeitada pela CiU. A ERC manteve também contactos com a Coligação Canária e com a Esquerda Unida, que não deram resultado. Assim, a ERC propôs ao Bloco Nacionalista Galego (BNG) um candidatura conjunta das esquerdas nacionalistas e independentistas, como alternativa à Galeusca (outra aliança regionalista, englobando partidos moderados e de centro-direita). Nessa candidatura também foi proposta a inclusão de outras forças. como Aralar, Eusko Alkartasuna, Junta Aragonesista, PSM-Acordo Nacionalista (PSM-EN), Entesa por Mallorca, Verdes e Novas Canárias.
Finalmente a coligação foi estabelecida com base num acordo entre a ERC e o Aralar, que havia tido um grande crescimento nas eleições autonómicas bascas de 2009. Também se confirmou a participação da Eusko Alkartasuna, o tradicional aliado basco da ERC nas eleições europeias, apesar de algum mal-estar da EA pelo acordo entre a ERC e o Aralar. Por outro lado, após várias semanas de indefinição, o BNG anunciou o abandono da Galeusca e a sua participação na nova coligação.
Também a Confederação dos Verdes, que haviam concorrido às eleições anteriores em aliança com o PSOE, decidiram não renovar o acordo a proceder a negociações com outros grupos, tendo finalmente optado por integrar a candidatura da Europa dos Povos.
Tal decisão provocou mal-estar no Partido Verde Europeu, que deu o seu apoio ao seu outro associado em Espanha, a Iniciativa pela Catalunha - Verdes, que havia renovado o anterior acordo com a Esquerda Unida. Os Verdes nem consideraram a possibilidade de se aliarem à outra candidatura ecologista, Os Verdes - Grupo Verde Europeu. A ausência de uma candidatura única levou a que várias secções da Confederação dos Verdes, como Berdeak no País Basco, os Verdes de Minorca, os Verdes de Maiorca, os Verdes das Asturias, Nafarroako Berdeak de Navarra, os Verdes de Cantabria, os Verdes de Murcia, os Verdes de la Rioja, os Verdes de Castela-Leão, os Verdes de Madrid, os Verdes de Castela-La Mancha, os Verdes da Extremadura e os Verdes de Ceuta se demarcassem e não tenham apelado ao voto para nenhuma das candidaturas ecologistas. Os Verdes de Aragão apelaram publicamente ao voto nos Verdes - Grupo Verde Europeu. No entanto, os Verdes da Andaluzia, do País Valenciano e das Canárias apoiaram a aliança e a Confederação dos Verdes integrou a coligação.
Outros partidos se juntaram à coligação, como a Junta Aragonesista, e o Partido de El Bierzo (este último num lugar que lhe foi cedido pelo BNG).
Já o PSM-Acordo Nacionalista, das Ilhas Baleares, que inicialmente era suposto integrar a coligação, acabou por recusar, alegando pressões da ERC para uma coligação nas eleições autonómica de 2011; (as Ilhas Baleares acabaram por ser representadas pela Entesa por Mallorca, uma cisão do PSM-EN); no entanto, apelou à mesma ao voto na coligação.
Outros partidos que chegaram a ser falados mas não integraram a coligação foram a Unidade Nacionalista Asturiana (devido à oposição do BNG à sua participação), as Novas Canárias e o Andecha Astur (Astúrias).

## Composição da coligação
A coligação Europa dos Povos - Verdes acabou por ser constituida pelas seguintes organizações:
- Esquerda Republicana da Catalunha
- Bloco Nacionalista Galego
- Aralar (País Basco)
- Confederação dos Verdes
- Eusko Alkartasuna (Pais Basco)
- Junta Aragonesista
- Entesa por Mallorca (Ilhas Baleares)
- Partido de El Berzio

## Nome por Comunidade Autonómica
Embora a candidatura tivesse como designação "Europa dos Povos - Verdes", em determinadas comunidades autonómicas se apresentou com os seguintes nomes e cabeças de lista:
| Comunidade autónoma   | Denominação                                                                                          | Cabeça de lista             |
| --------------------- | --- | --------------------------- |
| Andaluzia             | Los Verdes - (Europa de los Pueblos - Verdes) (LV)                                                   | Pura Peris (Los Verdes)     |
| Aragão                | Chunta Aragonesista - (Europa de los Pueblos - Verdes) (CHA)                                         | Miguel Martínez Tomey (CHA) |
| Astúrias              | Europa de los Pueblos-Verdes (Edp-V)                                                                 | Oriol Junqueras (ERC)       |
| Canárias              | Los Verdes - (Europa de los Pueblos - Verdes) (LV)                                                   | Pura Peris (Los Verdes)     |
| Cantábria             | Los Verdes - (Europa de los Pueblos - Verdes) (LV)                                                   | Oriol Junqueras (ERC)       |
| Castilla-La Mancha    | Los Verdes - (Europa de los Pueblos - Verdes) (LV)                                                   | Oriol Junqueras (ERC)       |
| Castilla e León       | Los Verdes - (Europa de los Pueblos - Verdes) (LV)                                                   | Pura Peris (Los Verdes)     |
| Catalunha             | Esquerra Republicana de Catalunya - (Europa dels Pobles - Verds) (ERC)                               | Oriol Junqueras (ERC)       |
| Ceuta                 | Los Verdes - (Europa de los Pueblos - Verdes) (LV)                                                   | Oriol Junqueras (ERC)       |
| Comunidade Valenciana | Esquerra Republicana del Pais Valencià - Els Verds (Europa dels Pobles - Verds) (Esquerra-Els Verds) | Oriol Junqueras (ERC)       |
| Extremadura           | Los Verdes - (Europa de los Pueblos - Verdes) (LV)                                                   | Oriol Junqueras (ERC)       |
| Galiza                | Bloque Nacionalista Galego (Europa dos Pobos - Verdes) (BNG)                                         | Ana Miranda (BNG)           |
| Ilhas Baleares        | Esquerra Republicana - Entesa (Europa dels Pobles - Verds) (Esquerra-Entesa)                         | Oriol Junqueras (ERC)       |
| La Rioja              | Los Verdes - (Europa de los Pueblos - Verdes) (LV)                                                   | Oriol Junqueras (ERC)       |
| Madrid                | Los Verdes - (Europa de los Pueblos - Verdes) (LV)                                                   | Oriol Junqueras (ERC)       |
| Melilla               | Los Verdes - (Europa de los Pueblos - Verdes) (LV)                                                   | Oriol Junqueras (ERC)       |
| Murcia                | Los Verdes - (Europa de los Pueblos - Verdes) (LV)                                                   | Oriol Junqueras (ERC)       |
| Navarra               | Independentistak Eta Ezkertiarrak - Europa de los Pueblos - Verdes (ERC-BNG-ARALAR-EA-CHA)           | Oriol Junqueras (ERC)       |
| País Basco            | Independentistak Eta Ezkertiarrak - Europa de los Pueblos - Verdes (ERC-BNG-ARALAR-EA-CHA)           | Oriol Junqueras (ERC)       |

## Resultados
A coligação obteve 394.938 votos (2,53%) em toda a Espahaa, o que se traduziu em um mandato, que foi ocupado inicialmente por Oriol Junqueras (ERC). Dentro de estes resultados, obteve 361.141 votos nas comunidades em que os partidos membros desenvolveram a sua atividade (Catalunha, País Basco, Navarra, Galiza, Aragão e Ilhas Baleares), o que equivale a 91,44% da sua votação total. Os resultados foram 181.213 votos na Catalunha (9,48%), 41.140 no País Basco(5,67%), 14.060 em Navarra (7,04%), 103.724 na Galiza(9,18%), 13.353 em Aragão (2,90%) e 7.651 nas Ilhas Baleares (3,03%).
Conforme o acordo da coligação, se estabeleceu um sistema de rotação entre os quatro primeiros candidatos e aqueles que viessem de partidos que tivessem mais 40.000 votos na sua comunidade autonómica. Segundo este, Oriol Junrqueras (ERC) ocupou o mandato durante os primeiros 2 anos e meio da legislatura, Ana Miranda (BNG) e Iñaki Irazabalbeitia (Aralar) repartiram os dois anos seguintes e Pura Peris (Os Verdes) ocuparia os últimos seis meses. (atualmente, o mandato continua a ser ocupado por Irazabalbeitia).
Os representantes da coligação Europa dos Povos - Verdes integraram o grupo parlamentar dos Verdes/Aliança Livre Europeia.

## Eleições europeias de 2014
A coligação não teve continuidade nas eleições de 2014. O Euskal Herria Bildu (coligação que integra a Eusko Alkartasuna e o Aralar) manteve conversações com a ERC, a Candidatura de Unidade Popular catalã, a Solidariedade para a Independência catalã, a Junta Aragonesista e outros partidos regionalistas como o objectivo de criar uma coligação, mas os partidos que haviam integrado a Europa dos Povos - Verdes acabaram por se dividir em várias candidaturas:
- EH Bildu e o Bloco Nacionalista Galego[33] integram a coligação Os Povos Decidem, junto com a Andecha Astur asturiana,[34] Alternativa Nacionalista Canária, Unidade do Povo canária[35] e o Puyalón (uma cisão da Junta Aragonesista).
- A ERC integra a coligação A Esquerda pelo Direito a Decidir, junto com a Catalunha Sim e a Nova Esquerda Catalã
- A Junta Aragonesista integra a coligação Primavera Europeia, junto com a Coligação Compromisso valenciana, o Equo[36], a Democracia Participativa[37], o Por um Mundo Mais Justo[38], o Partido Castelhano[38], os Socialistas Independentes da Extremadura e a Coligação Caballas de Ceuta[39]

## Antecedentes
Desde 1987 que a ERC a a Eusko Alkartasuna haviam, junto com outros partidos regionalistas, integrado coligações para as eleições europeias, tendo como nome variações de "Europa dos Povos":
| Ano  | Desgignação                               | Membros | Votação         | Eleitos | Grupo parlamentar             |
| ---- | ----------------------------------------- | --- | --------------- | ------- | ----------------------------- |
| 1987 | Coligação pela Europa dos Povos           | *Esquerda Republicana da Catalunha *Eusko Alkartasuna *Partido Nacionalista Galego | 326.911 (1,7%)  | 1       | Arco-Irís                     |
| 1989 | Pela Europa dos Povos                     | *Esquerda Republicana da Catalunha *Eusko Alkartasuna *Partido Nacionalista Galego | 238.909 (1,51%) | 1       | Arco-Irís                     |
| 1994 | Pela Europa dos Povos                     | *Esquerda Republicana da Catalunha *Eusko Alkartasuna *Terra Comuneira - Partido Nacionalista Castelhano *Ação Catalã *Entesa Nacionalista i Ecologista d'Eivissa                                                    | 239.339 (1,29%) | 0       |                               |
| 1999 | Coligação Nacionalista - Europa dos Povos | *Partido Nacionalista Basco *Esquerda Republicana da Catalunha *Eusko Alkartasuna *União Maiorquina *Os Verdes - Confederação Ecologista da Catalunha                                                                | 613.968 (2,9%)  | 2       | Verdes-Aliança Livre Europeia |
| 2004 | Europa dos Povos                          | *Esquerda Republicana da Catalunha *Eusko Alkartasuna *Junta Aragonesista *Partido Socialista da Andaluzia *Assembleia das Esquerdas *Andecha Astur *Conselho Nacionalista Cantábrico *Iniciativa Cidadã de La Rioja | 380.709 (2,45%) | 1       | Verdes-Aliança Livre europeia |